# Dębno
Dębno este un oraș în Polonia.

## Orașe înfrățite
- Strausberg - Germania